# 2015
2015 (MMXV) var ett normalår som började en torsdag i den gregorianska kalendern.

## Händelser

### Januari
- 1 januari

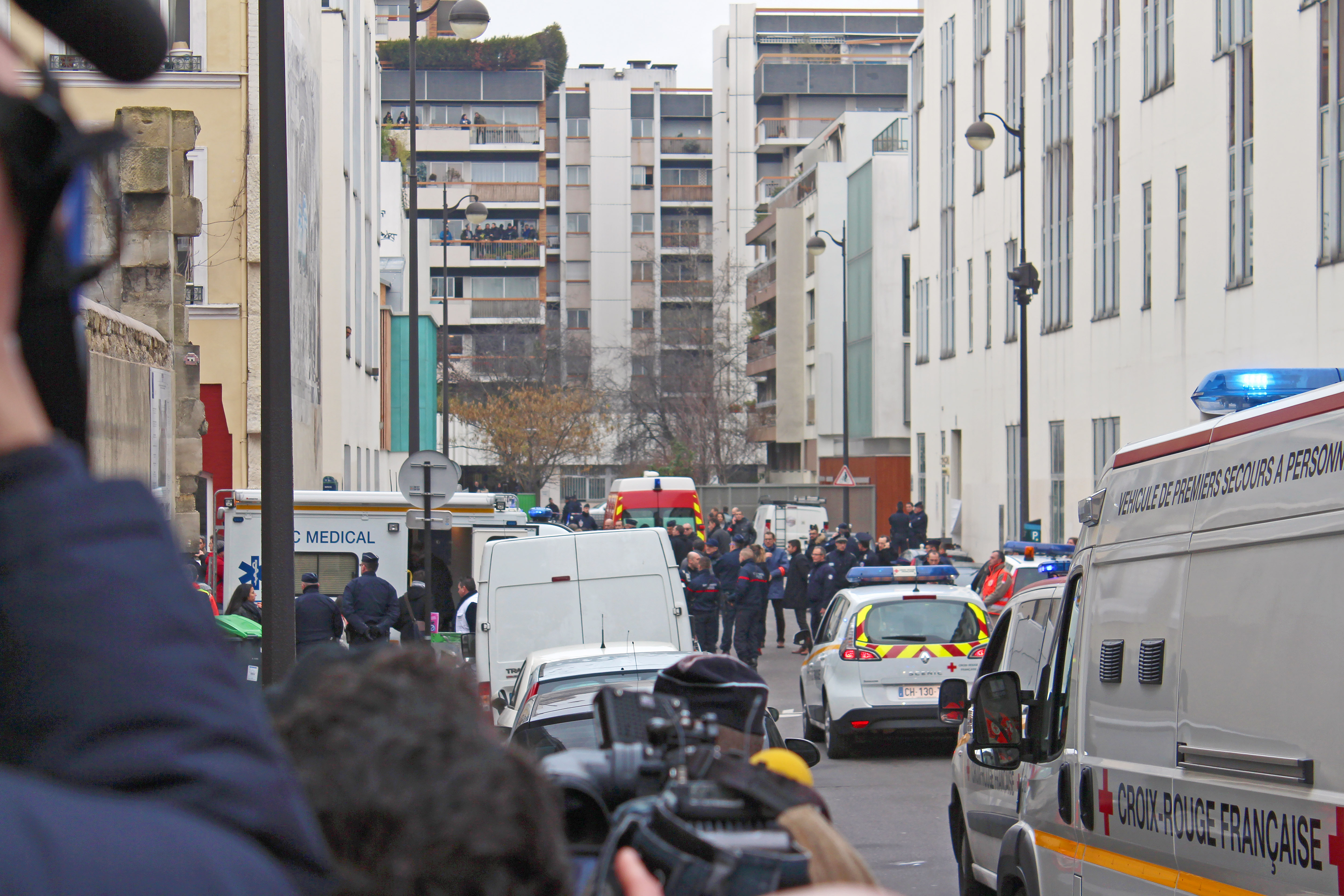
Attentatet mot Charlie Hebdo.

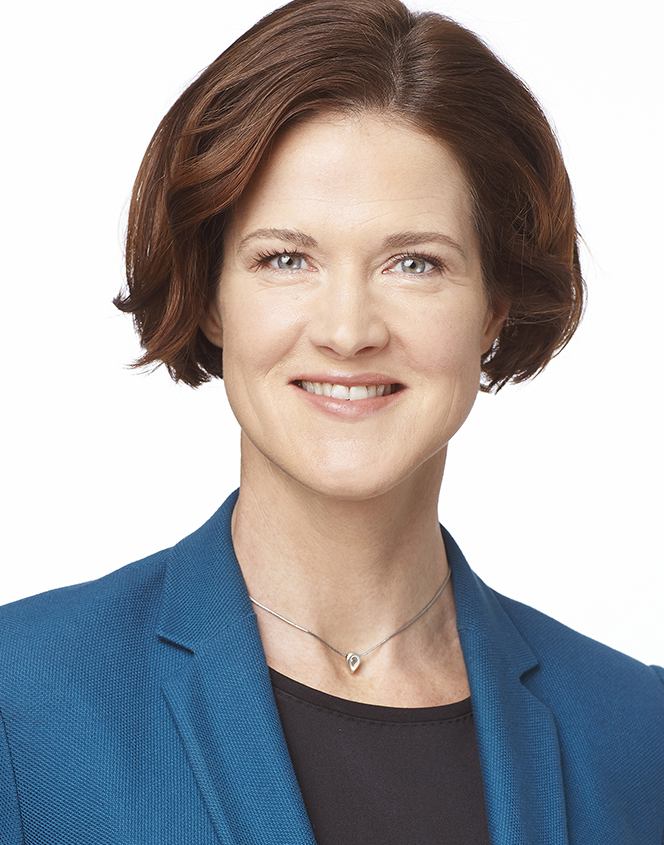
Anna Kinberg Batra väljs som ny partiledare för Moderaterna.

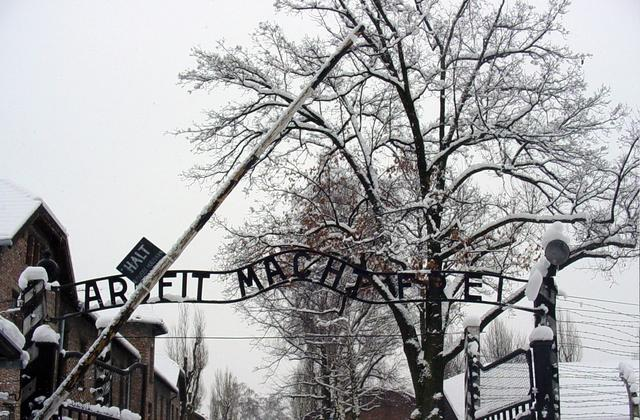
Förintelsens minnesdag 70 år.

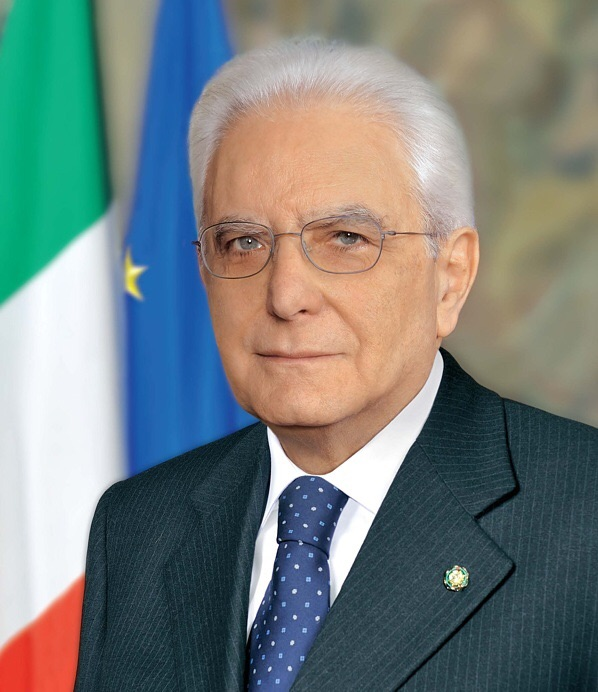
Sergio Mattarella tillträder som Italiens nye president.

  - Mons (Belgien) och Plzeň (Tjeckien) blir årets europeiska kulturhuvudstäder.
  - Eurasiska ekonomiska unionen bildas, en fördjupning av samarbetet mellan ett antal före detta sovjetrepubliker.
  - Litauen inför euron som valuta och blir därmed en del av euroområdet.[1]
  - Asteroiden 1989FC ligger på närmast möjliga avstånd från jorden.
- 4 januari – Ett gisslandrama genomförs på ett hotell i den amerikanska staden Charlotte i North Carolina. 2 personer tas som gisslan och en dödas.
- 6 januari – Närmare 160 människor skadas när ett lokaltåg kör in i ett stillastående pendeltåg i Mesquita, 3,5 mil utanför Rio de Janeiro i Brasilien.
- 7 januari
  - Den satiriska franska tidningen Charlie Hebdo attackeras och 12 personer dödas.[2]
  - Kometen Lovejoy passerar jorden och går att se med blotta ögat.
- 9 januari – De två bröderna som är misstänkta för attentatet mot Charlie Hebdo den 7 januari tar flera personer som gisslan i ett industriområde i orten Dammartin-en-Goële nordöst om Paris. Därmed ett massivt polispådrag från både polis och militär.
- 10 januari
  - Stormen Egon drog in över Sverige.[3]
  - Anna Kinberg Batra väljs som ny partiledare för Moderaterna.[4]
- 11 januari
  - Det hittills största manifestationen någonsin genomförs på torget i Paris. En och en halv miljon samlas mot terrorism[5].
  - Kolinda Grabar-Kitarović vinner presidentvalet i Kroatien. Hon blev därmed Kroatiens första kvinnliga president[6]
- 13 januari – 10 dödas och 13 skadas när en buss med civila personer utsätts för en raketattack utanför Volnovatja i östra Ukraina.
- 14 januari – Giorgio Napolitano avgår som Italiens president.
- 19 januari
  - Efter hårda sammandrabbningar mellan presidentgardet och Huthi-milis i Jemens huvudstad Sanaa är de båda sidorna överens om eld upphör, meddelar en talesman för Huthi-milisen.
- 23 januari – Sverige och Rumänien påbörjar ett samarbete tillsammans mot utsatta grupper i det rumänska samhället[7].
- 24 januari – 20 personer dödas i en serie raketattacker mot den Kiev-Kontrollerade staden Mariupol i sydöstra Ukraina. I samband med detta inleder de proryska separatisterna ett offensiv mot staden.
- 25 januari – Nyval till Hellenska parlamentet hölls i Grekland, med vänsterpartiet Syriza som segrare och regeringsbildare.
- 27 januari – Förintelsens minnesdag högtidlighålls världen över, på dagen 70 år efter att koncentrationslägret Auschwitz befriades.
- 29 januari – Svenska Kristdemokraternas partiledare Göran Hägglund meddelar att han tänker avgå.[8]
- 31 januari – Sergio Mattarella tillträder som Italiens nye president.[9]

### Februari

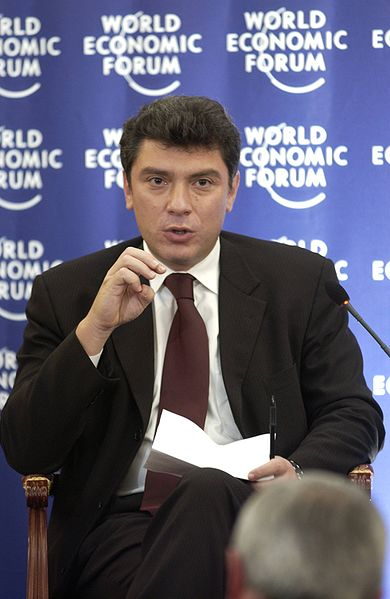
Boris Nemtsov sköts till döds natten mellan 27 februari och 28 februari

- 3 februari – Internationella domstolen i Haag säger vid ett sammanträffande mellan Kroatien och Serbien att ingen är skyldig till folkmord mellan länderna.[10]
- 5 februari – Tiggeriförbudet i Norge stoppas.[11]
- 6 februari – En man i 65-årsåldern dödas och 7 andra personer skadas när en buss vid Lunds centralstation i Sverige kör över dem. Orsaken till olyckan var att hett vatten läckt ut och bildat en tät dimma.
- 12 februari – Minskavtalet: Rysslands president Vladimir Putin blir överens om en vapenvila i östra Ukraina.
- 13 februari –  Ett privatplan av typen Piper PA-46 kraschar utanför Björnön i närheten av Västerås flygplats i Sverige. De 3 personer som befann sig i planet överlever kraschen.
- Natten mellan 14 februari och 15 februari – 2 civila dödas och 5 poliser skadas när två terrorattentat utförs i Danmarks huvudstad Köpenhamn.[12]
- 15 februari – 21 kopter, av vilka de flesta kommer från byn Al-Our utanför Minya, halshuggs av Islamiska staten.[13] Några dagar senare förklaras kopterna vara martyrer inom koptisk-ortodoxa kyrkan.[14]
- 16 februari – Två dykare hittar det eftersökta bombflygplanet B17G - ett amerikanskt plan som kraschlandade i havet utanför Trelleborg år 1944.
- 17 februari – Ett godståg med 109 vagnar lastade med råolja spårar ur i delstaten West Virginia i USA. Urspårningen ledde till en  och explosion och ett stort eldklot som steg mot himlen. Samhällen nära olycksplatsen evakuerades.
- 19 februari – Den islamistiska extremiströrelsen ISIL massakrerar 40 män[förtydliga] i staden Al-Baghdadi i Anbarprovinsen.[källa behövs]
- 21 februari – 48 människor[förtydliga] avrättas i en by nära staden Aleppo i Syrien. De syriska rebellgrupperna ligger bakom massakern på de 48 människorna, varav 10 var barn.
- 24 februari –  Ett skottdrama på en krog i staden Uherský Brod i Tjeckien krävde nio liv. En gärningsman tog sig in på restaurangen och sköt åtta personer till döds, innan han själv tog sitt liv.
- 28 februari –  Den ryske Putinkritikern och oppositionsledaren Boris Nemtsov skjuts till döds i Moskva, Ryssland.
- 28 februari–10 mars – Norwegians piloter går ut i strejk, vilket påverkade flygtrafiken i och från Sverige, Norge och Danmark.

### Mars
- 1 mars

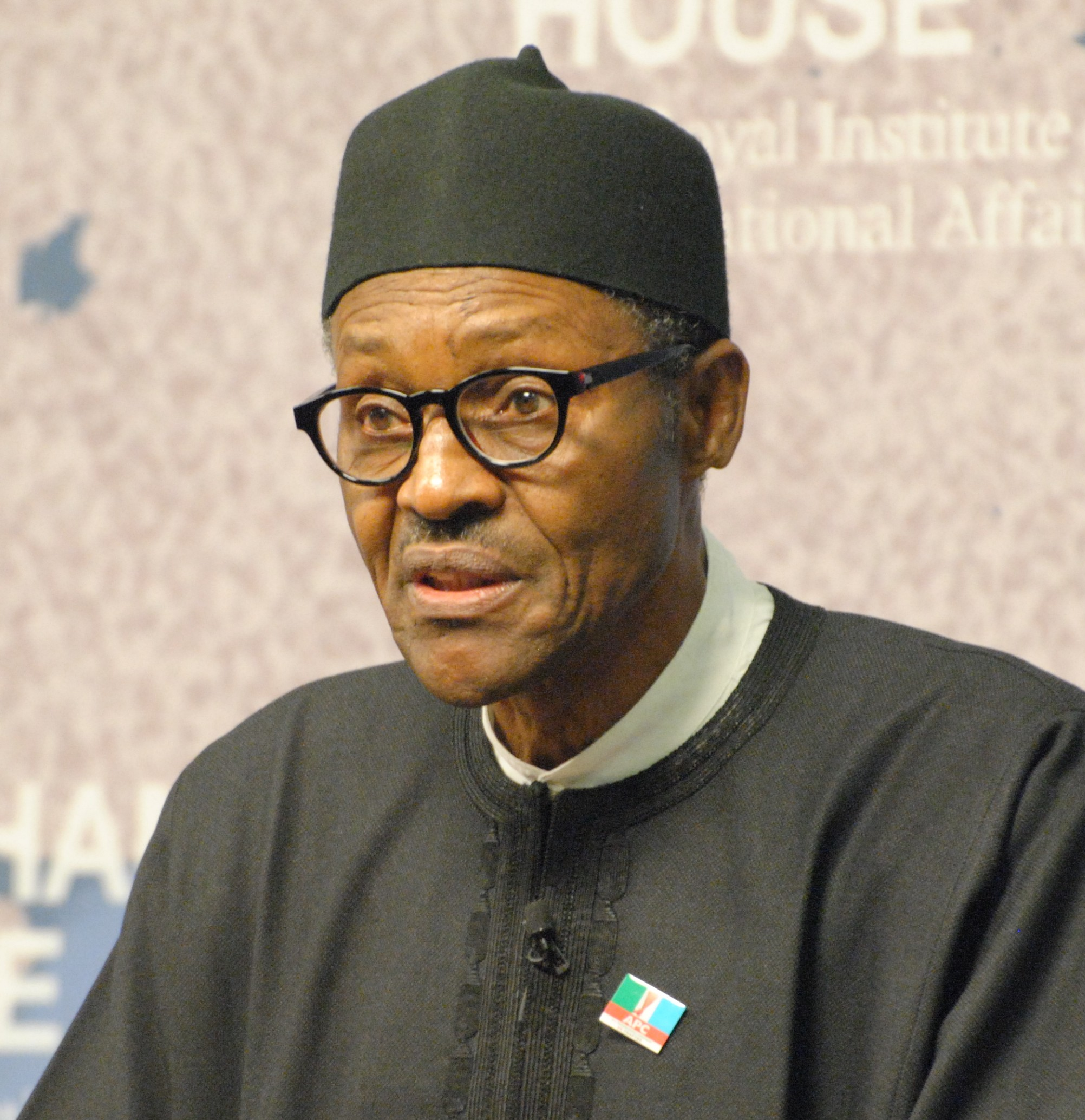
Muhammadu Buhari tillträder som Nigerias nya president.

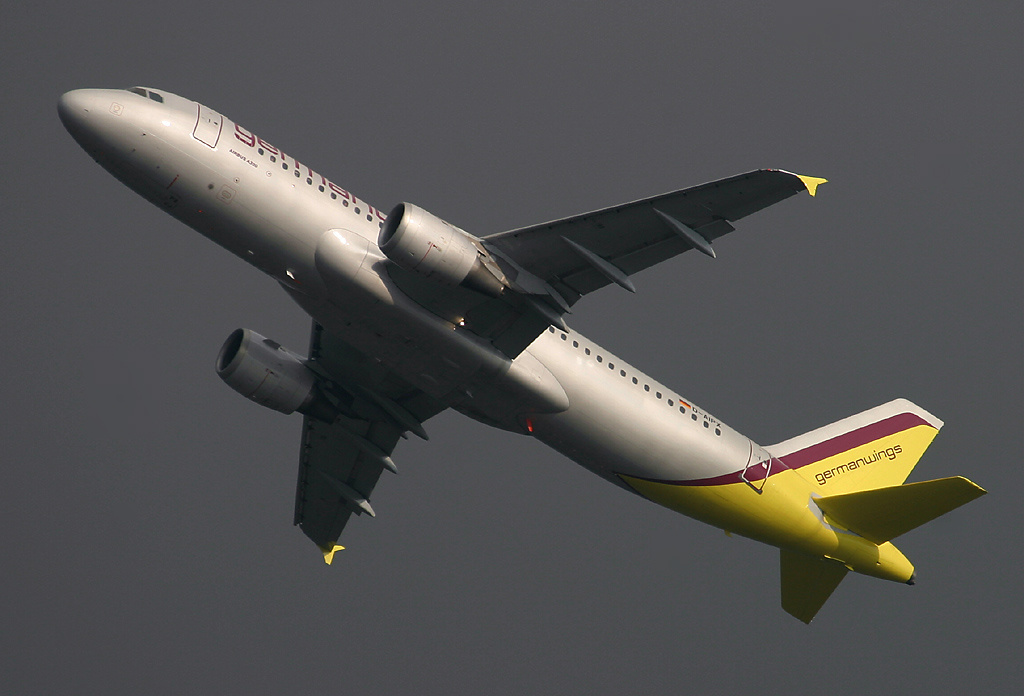
Germanwings Flight 9525 kraschar i franska Alperna med 150 personer ombord.

  - Malis regering undertecknar ett fredsavtal för att få ett slut på striderna med rebeller i norr. Men de tuaregledda rebellerna har bett om mer tid innan de undertecknar avtalet.[15]
  - Parlamentsval hölls i Estland[16]
  - Parlamentsval hölls i Tadzjikistan.
  - I Rysslands huvudstad Moskva hålls sorgemarschen för den ryske oppositionspolitikern Boris Nemtsov. Runt 10 000 deltar.
- 2 mars
  - Ett stort offensiv, gjord av den irakiska armén inleds mot norra Irak där ISIL håller till.
  - En rektor i Vallentuna, Sverige, knivskars av en elev när rektorn kom emellan ett bråk på en skola.
  - 2 personer dödas i en explosion i en lägenhet i Nyköping i Sverige.
- 4 mars – Runt 30 personer dödas efter en gasexplosion i kolgruvan Zasjadko, nära Donetsk i östra Ukraina.
- 6 mars – Rymdsonden Dawn når fram till dvärgplaneten Ceres.
- 10 mars – 2 personer grips av spansk polis i staden Ceuta i Spanien  misstänkta för att ha planerat ett terrordåd. De 2 personerna var också medlemmar i en jihadistisk terrorcell[17].
- 13 mars – Saudiaffärens diplomatiska efterspel leder till att Sverige inte förlänger sitt vapenavtal med Saudiarabien.
- 14 mars – Måns Zelmerlöw vinner Melodifestivalen 2015 med låten "Heroes".
- 15 mars – 14 dödas och 70 skadas i en rad attacker mot kristna kyrkor i den Pakistanska staden Lahore.
- 17 mars – Presidentval och parlamentsval hölls i Israel.
- Natten mellan 18 mars och 19 mars – 2 personer dödas och 10-15 personer skadas när två män öppnar eld med hjälp av automatvapen  mot en restaurang på Hisingen i Göteborg i Sverige[18].
- 20 mars
  - En solförmörkelse är synlig i stora delar av Europa, med totalitet över Färöarna och Svalbard.
  - Självmordsbombningar vid två moskéer i Sanaa i Jemen dödar 142 människor, däribland 13 barn.
- 21 mars – Presidenten Abd Rabu Mansur Hadi förklarar Aden som tillfällig huvudstad i Jemen, mitt i efterdyningarna av en statskupp.
- 24 mars – Germanwings Flight 9525 kraschar i franska Alperna med 150 personer ombord.
- 26 mars – Matematikerna John Forbes Nash och Louis Nirenberg erhåller Abelpriset för sitt arbete med partiella differentialekvationer.
- 29 mars – Islam Karimov blir omvald till Uzbekistans president.
- 31 mars – Muhammadu Buhari tillträder som Nigerias nya president.

### April
- 2 april

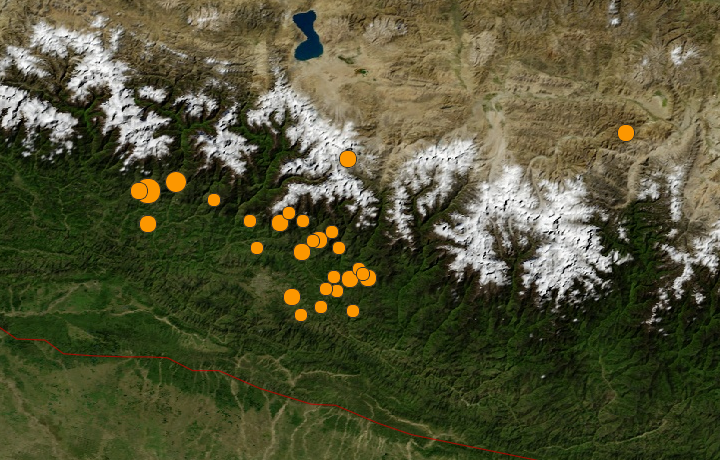
Jordbävningen i Nepal 2015.

  - En preliminär affär mellan Iran och sex andra länder går igenom om Irans kärnkraftsprogram.
  - Beväpnade män från Al-Shabab anfaller Garissahögskolan i Kenya, och mer än 140 människor avlider.
- 10 april – 33 dödas och 8 skadas när en buss frontalkrockar med en tankbil vid staden Akhfennir i södra Marocko[19].
- 11 april – Över 23 civila dödas när Syriens regering flyganfaller städer som Al-Maadi och Shejk al-lutfi nära Aleppo.
- 17 april –  Ukraina vill att Internationella brottmålsdomstolen (ICC) i Haag ska utreda krigsbrott utförda i samband med Rysslands annektering av Krimhalvön och av proryska separatister under striderna i östra Ukraina[20].
- 18 april – Främlingsfientliga plundrar och attackerar butiker och arbetsplatser där invandrare håller till i Johannesburg, Sydafrika. Grunden till oroligheterna kan spåras i en utbredd besvikelse över ANC-regeringen. Löften om jobb och drägligare liv har ännu inte infriats för miljoner sydafrikaner efter att ANC suttit drygt tjugo år vid makten. Arbetslösheten är skyhög, särskilt bland unga sydafrikaner[21].
- 19 april – Centerpartiet och deras ledare Juha Sipilä vinner Riksdagsvalet i Finland.
- 25 april
  - En kraftig jordbävning med magnituden 7,9 skakar Nepal. 6621 människor dödas och över 5000 skadas[22]
  - På svenska Kristdemokraternas extrainsatta riksting väljs Ebba Busch Thor till ny partiordförande efter Göran Hägglund.
- 26 april
  - Ett kraftigt efterskalv på magnituden 6.7 drabbar Nepal[23].
  - President- och parlamentsval hölls i Kazakstan[24].
- 30 april – Tal om att återinföra dödsstraffet och sätta migranter i läger placerar Ungerns premiärminister Viktor Orbán på ny kollisionskurs med EU[25]

### Maj

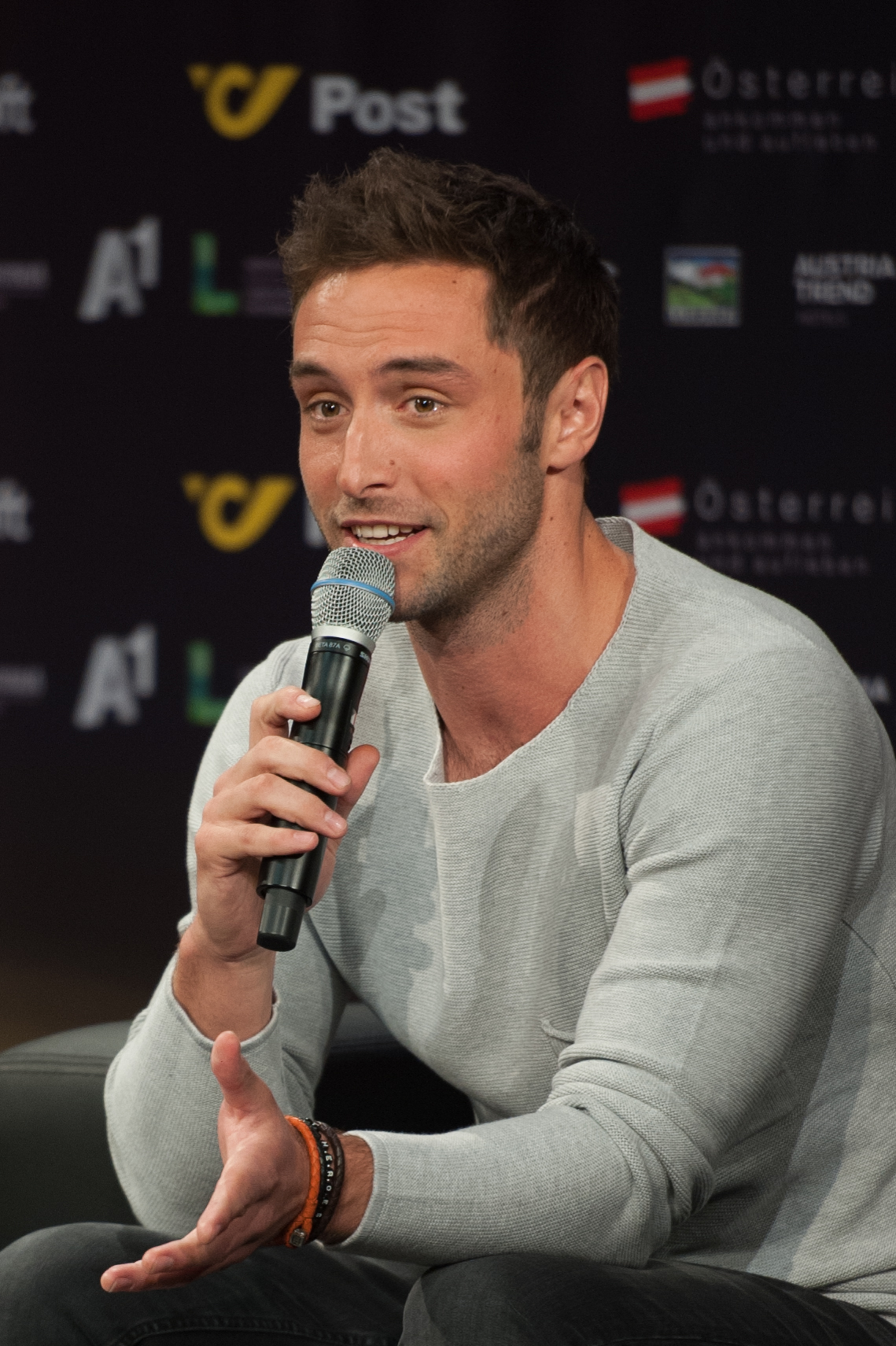
Måns Zelmerlöw vann Eurovision Song Contest 2015.

- 7 maj – Parlamentsval hölls i Storbritannien.
- 9 maj – Våldsamma eldstrider mellan Makedonisk polis och beväpnade terrorister inträffar i den Makedoniska staden Kumanovo[26][27][28]
- 12 maj
  - 30 dödas och 1100 skadas i ett nytt skalv i centrala Nepal.
  - 90 personer dödas och 300 skadas när den Saudiledda koalitionen anfaller en militärbas i Jemens huvudstad Sanaa.
- 13 maj – Burundis president Pierre Nkurunziza avsätts i ett kuppförsök.
- 17 maj – Tusentals demonstranter samlas utanför regeringsbyggnaden i Makedoniens huvudstad Skopje och demonstrerar mot att landets president Nikola Gruevski ska avgå efter ett omtalat kuppförsök[29].
- 20 maj – Europeiska unionen: Östliga partnerskapet håller tal och diskussioner i Lettlands huvudstad Riga.
- 21 maj – Irland håller folkomröstning om samkönat äktenskap. Resultatet blir ett ja.
- 22 maj – Tre personer omkommer och flera skadades i en kraftig lägenhetsbrand i Norsborg söder om Sveriges huvudstad Stockholm.
- 23 maj – Eurovision Song Contest 2015 avgörs i Wien, Österrike. Måns Zelmerlöw vinner för Sverige med låten Heroes, och blir därmed den sjätte svenska vinnaren av ESC genom tiderna.
- 25 maj – Arctic Challenge Exercise 2015 påbörjas, en av Natos och PFF-ländernas största militärflygövningar.
- 26 maj – Indien drabbas av en svår värmebölja med temperaturer uppåt 50 grader på många håll i landet där över 2200 människor omkommer.
- 29 maj – Juha Sipilä tillträder som Finlands statsminister.
- 31 maj – En ny rysk lag träder i kraft som ger myndigheterna rätt att stänga och slänga ut utländska och internationella organisationer och företag som anses icke önskvärda för staten. Amnesty International och Human Rights Watch anmäls för granskning enligt den nya lagen. Lagen är ett svar på de sanktioner som väst riktar mot Ryssland.

### Juni
- 1 juni

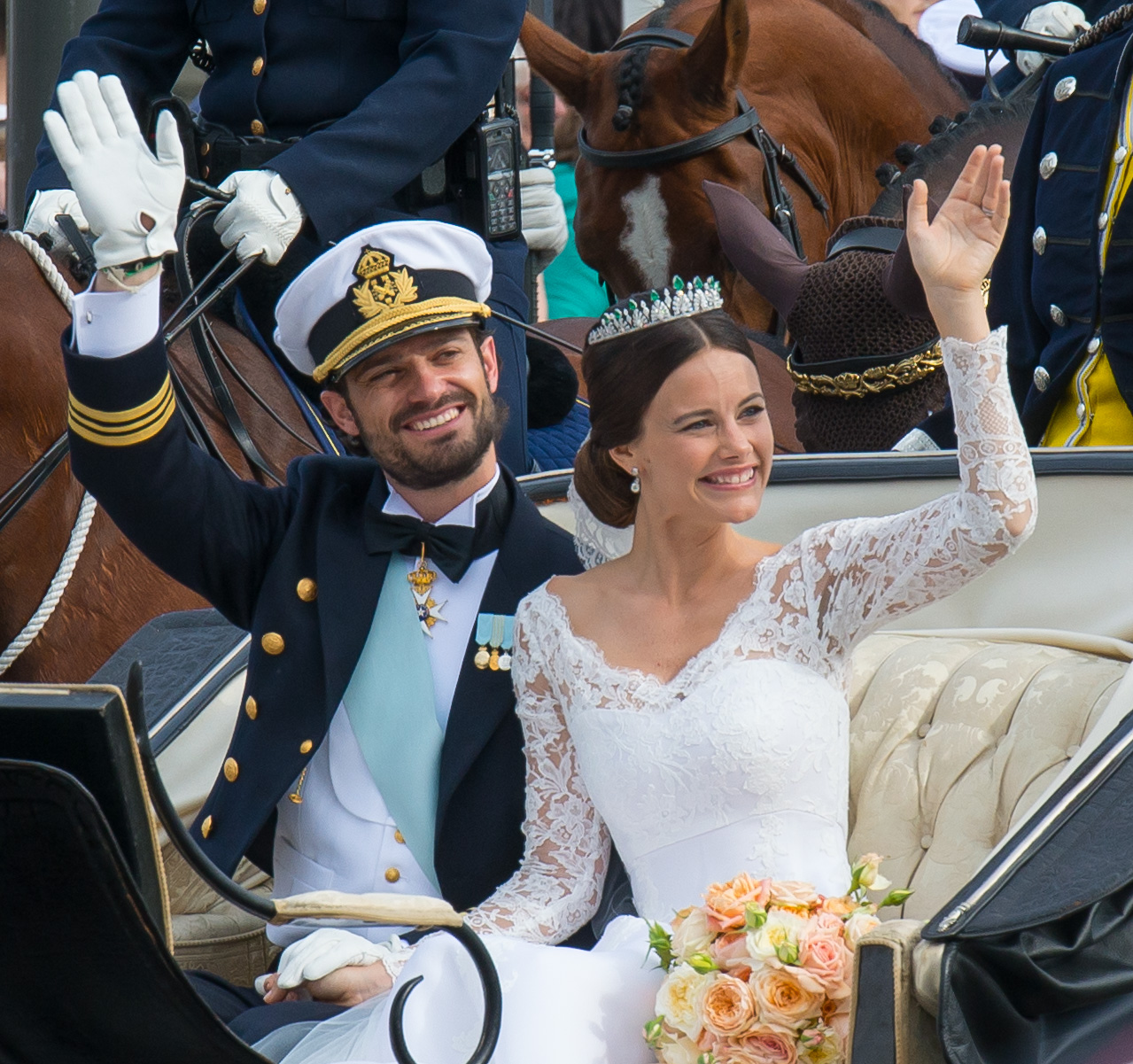
Prins Carl Philip och prinsessan Sofia efter vigseln i Slottskyrkan och under kortegefärden genom centrala Stockholm. Bilden tagen på Gustav Adolfs torg.

  - Rökförbud på offentliga platser införs i Kina.
  - Sara Danius tillträder som ständig sekreterare i Svenska Akademien.
  - Eastern Star-katastrofen inträffar.
- 2 juni – Sepp Blatter tillkännager att han kommer att avgå som ordförande för internationella fotbollsförbundet Fifa i förtid, bara några dagar efter att han har blivit omvald.
- 7 juni – Parlamentsval hölls i Turkiet[30].
- 12 juni
  - Lisa Holm, 17 år, hittas död utanför Blomberg, nära Källby i Sverige. Hon var försvunnen sedan 7 juni[31]
  - Moldaviens premiärminister Chiril Gaburici avgår.
- 13 juni – Prins Carl Philip och Sofia Hellqvist gifter sig.
- 14 juni – 13 dödas när enorma skyfall och översvämningar drar in över Georgiens huvudstad Tbilisi.
- 15 juni – Prinsessan Madeleine och Herr Christopher O'Neill får en son, prins Nicolas,
- 16 juni – 17 dödas och 70 skadas när ett tåg kolliderar med en lastbil sex mil söder om Tunisiens huvudstad Tunis[32].
- 17 juni – Massakern i Charleston
- 18 juni
  - Parlamentsval hölls i Danmark. Vinnaren blev Venstre och deras partiledare Lars Løkke Rasmussen.
  - Politikern Clementa C. Pinckney och åtta andra blir skjutna i ett massmord inne i en kyrka i Charleston, South Carolina i USA.
- 20 juni – 3 dödas och många skadas under ett vansinnesdåd och följande knivattack i den österrikiska staden Graz.[33]
- 23 juni – Pakistans regering manar om katastroftillstånd efter att över 700 personer har dödats av extrem värmebölja.
- 26 juni
  - 37 civila dödas och många skadas i ett terrorattentat mot ett turisthotell i den tunisiska staden Sousse. Islamiska staten sägs ligga bakom dådet.[34]
  - 25 dödas och 200 skadas i en terroristattack under fredagsbönen i en moské i Kuwait. Islamiska staten sägs ligga bakom dådet.
  - Den bosniske krigsförbrytaren Naser Orić frias efter häkte i Genève, Schweiz[35].
  - Samkönade äktenskap blir lagliga i alla USA:s delstater samt District of Columbia, efter beslut i USA:s högsta domstol.
- 29 juni – Donald Trump avskedas från TV-kanalen National Broadcasting Company (NBC) efter dennes kommentarer om mexikanska migranter. Samtidigt slutar kanalen sända skönhetstävlingarna Miss USA och Miss Universum, vilka ägs av Trump.
- 30 juni – Sverige vinner U21-Europamästerskapet i fotboll 2015.

### Juli
- 4 juli – Tupou VI kröns till kung i Tonga.
- 5 juli – Grekland genomför en folkomröstning om ett räddningspaket från de övriga euroländerna, eftersom den grekiska regeringen var missnöjd med villkoren. Nej-sidan segrade med 61 % av rösterna, vilket ledde till farhågor om att landets skuldkris skulle förvärras.
- 13 juli – Ungern börjar bygga ett 4 meter högt, och 170 km långt stängsel vid den serbiska gränsen för att minska antalet invandrare till landet.
- 14 juli – NASA:s obemannade rymdsond New Horizons passerar Pluto och Charon, innan den fortsätter mot Kuiperbältet och sedan ut ur Solsystemet.
- 17 juli – Stora skogsbränder härjar utanför Aten, Grekland. Orsaken är stora värmeböljor där tusentals brandmän bekämpar.
- 20 juli – Kubas ambassad i Washington D.C, USA öppnar efter att ha varit stängd i 54 år.
- 24 juli – USA:s president Barack Obama besöker Kenya och Etiopien i en vecka.
- 25 juli – Turkiet börjar anfalla islamiska staten och PKK:s mål i norra Syrien och Irak.
- 28 juli – Hagamannen släpps med villkorlig frigivning ifrån sin fängelsedom efter att ha avtjänat 9 år.
- 29 juli – En jordbävning på richterskalan 3.0 inträffar utanför Göteborgs kust i Sverige. Inga skador påträffas.

### Augusti

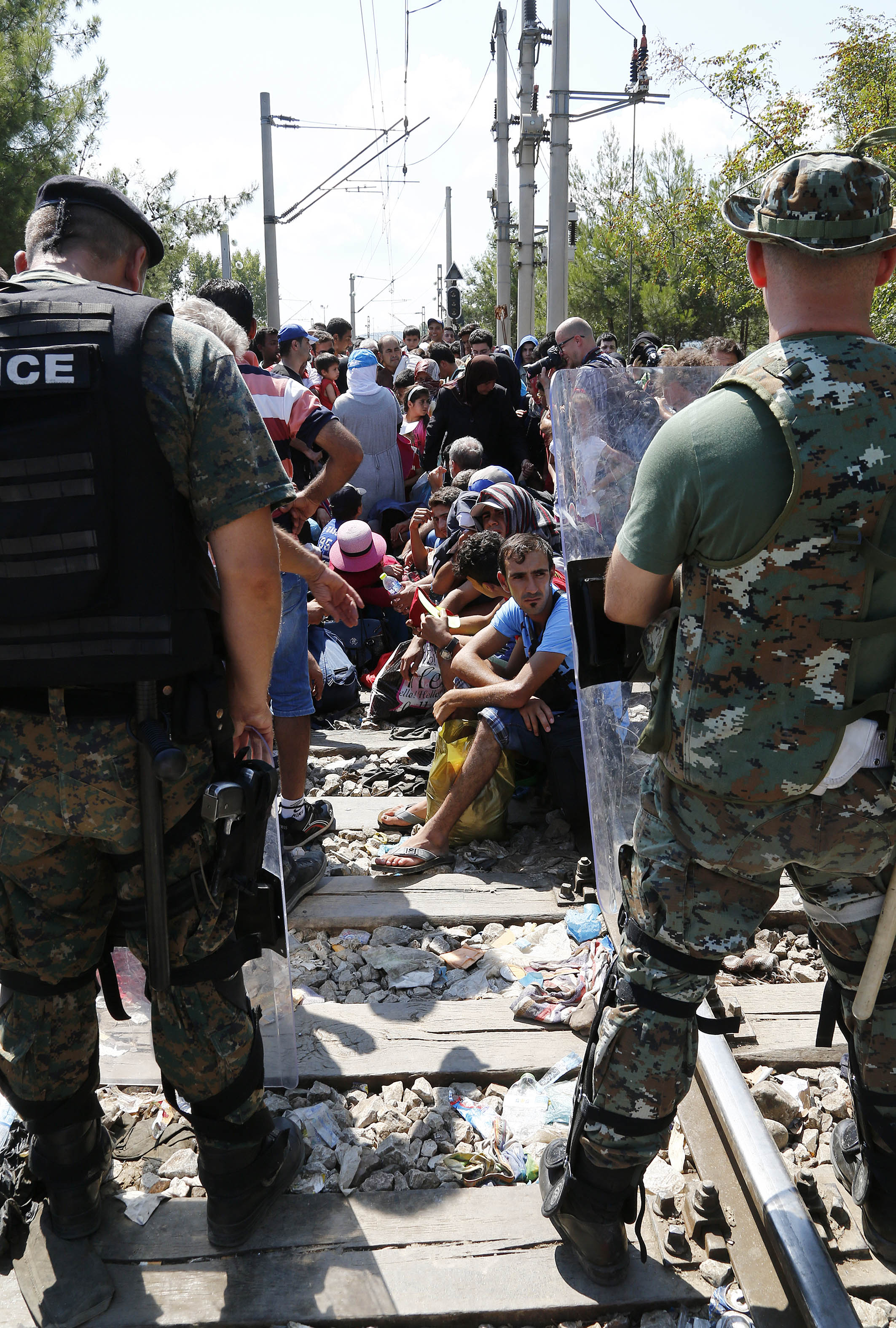
Migrationskris råder i Europa.

- 2 augusti – 9 000 brandmän har kallats ut för att bekämpa de 20 skogs- och markbränder som nu härjar i Kalifornien. Över 20 hus har slukats av lågorna och 12 000 människor har evakuerats.
- 5 augusti – De vrakdelar och vinge som hittats utanför Réunions kust i slutet av juli bekräftas av Malaysiska myndigheter att de tillhör Malaysia Airlines Flight 370 som försvann 8 mars 2014.
- 6 augusti – 70 år har gått sedan Atombomberna över Hiroshima och Nagasaki.
- 9 augusti – Parlamentsval hölls i Haiti.
- 10 augusti – Två dödas och en skadas i ett knivdåd på Ikea i Erikslund Shopping Center, Västerås i Sverige.[36] se dubbelmordet på Ikea i Västerås.
- 12 augusti – 173 dödas i en explosion vid ett kemikalielager i den kinesiska staden Tianjin.
- 17 augusti – 20 dödas och 123 skadas när en bomb exploderar mitt i centrala Bangkok, Thailand.
- 20 augusti – Greklands premiärminister Alexis Tsipras avgår, samtidigt som han utlyser nyval en månad senare.
- 21 augusti – Attentatet mot Thalys-tåget 2015
- 23 augusti – E-sportslaget Fnatic vinner ESL One Cologne 2015 i datorspelet Counter-Strike: Global Offensive i Köln, Tyskland.
- 27 augusti – 70 flyktingar hittas döda i en lastbil på en motorväg på gränsen mellan Österrike och Slovakien.

### September
Migrationskris råder i Europa.

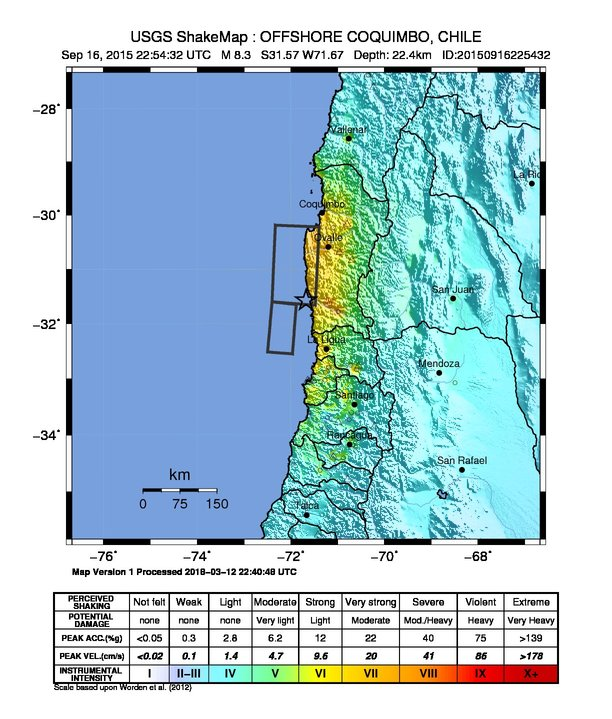
Jordbävningen i Chile 2015.

- 4 september – Alejandro Maldonado svärs in som president för Guatemala.
- 6 september
  - Översvämningar drabbar mellersta och södra Sverige efter kraftiga skyfall.[40]
  - Svenskspråkiga Wikipedias tvåmiljonte artikel skapas. Den beskriver berget Iro i Sydsudan.
- 10 september – Fyndet av Homo naledi, en tidigare okänd människoart, presenteras för allmänheten. Fyndet gjordes 2013.
- 11 september – Minst 107 dödas och 238 skadas när en lyftkran kollapsar in i Masjid al-Haram-moskén i Mecka, Saudiarabien.[41]
- 12 september
  - Jeremy Corbyn väljs till ny partiledare för Labourpartiet i Storbritannien.[42]
  - Sista Volvo BM 2650/2654 rullar av bandet i Eskilstunafabriken (***producerades mellan 1979 och 1983 enligt en annan Wikipedia-sida, inkorrekt?***).
- 17 september – En miljon människor evakueras efter ett kraftigt jordskalv på magnituden 8.3. Jordskalvet inträffar norr om Chiles huvudstad Santiago de Chile.[43]
- 18 september – Den nya rutt genom Europa som tiotusentals flyktingar slagit in slutar i en återvändsgränd. Kroatien stänger flera gränsstationer och Slovenien ställer in all tågtrafik från grannlandet. Kroatien beslutar att bussar sänder hundratals flyktingar till Ungern som där möts av stängda gränspassager.[44]
- 20 september – Regeringspartiet Syriza och Alexis Tsipras tar hem segern i det grekiska nyvalet. Ny demokratis partiledare Vangelis Meimarakis erkänner sig besegrad och uppmanar Tsipras att bilda en regering så snart som möjligt.
- 24 september
  - Kaos bryter ut på gränsen mellan Kroatien och Serbien efter att Serbien stoppat alla varor från Kroatien. Och Kroatien som stoppat alla bilar som kommer från Serbien. Också på grund av den pågående flyktingkrisen.
  - 717 personer trampas ihjäl när kaos inträffar i Mecka, Saudiarabien.
- 27 september – Kataloniens parlamentsval vinns av en grupp partier som siktar mot full självständighet från Spanien.

### Oktober
- 1 oktober

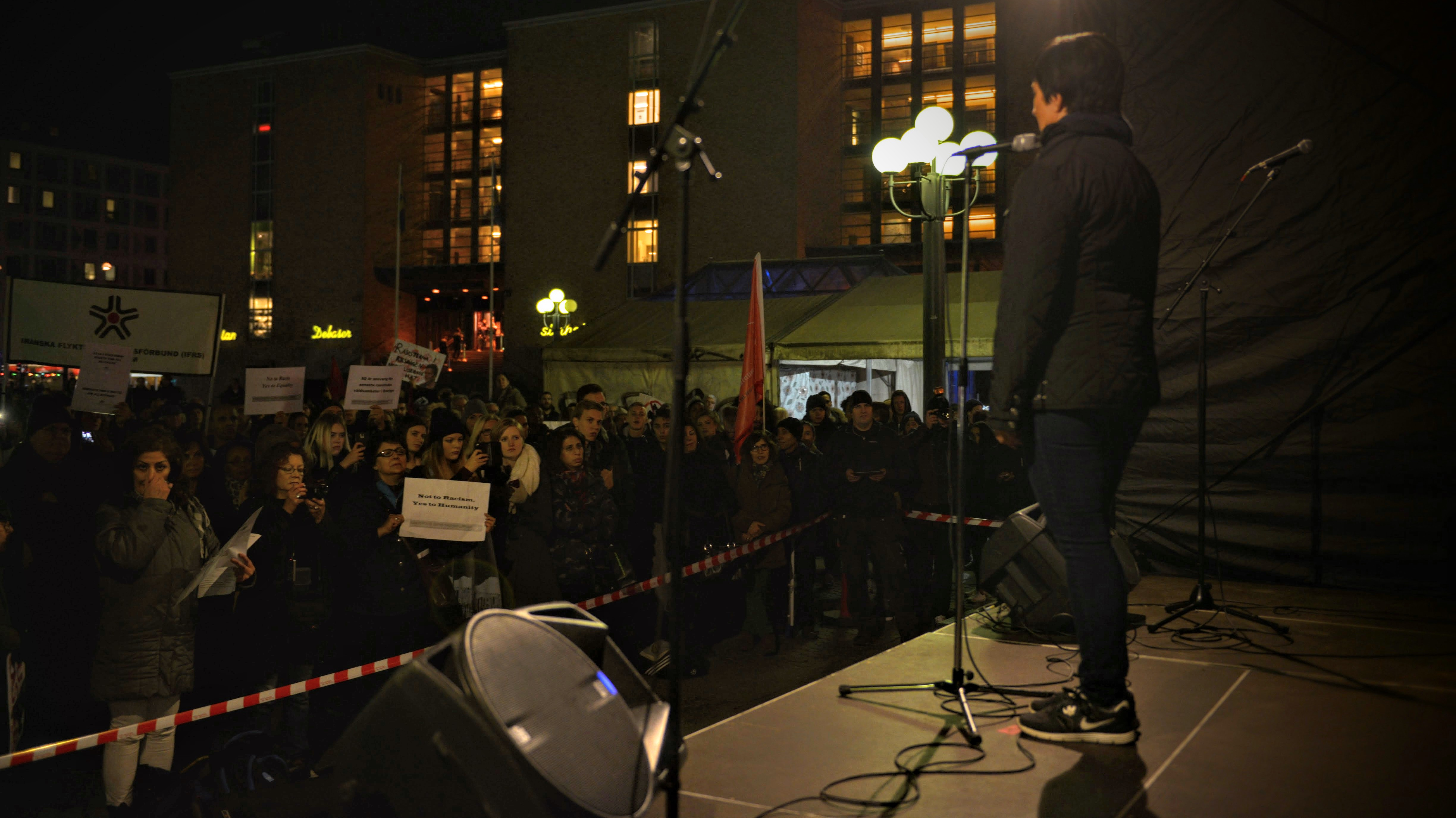
Skolattacken i Trollhättan

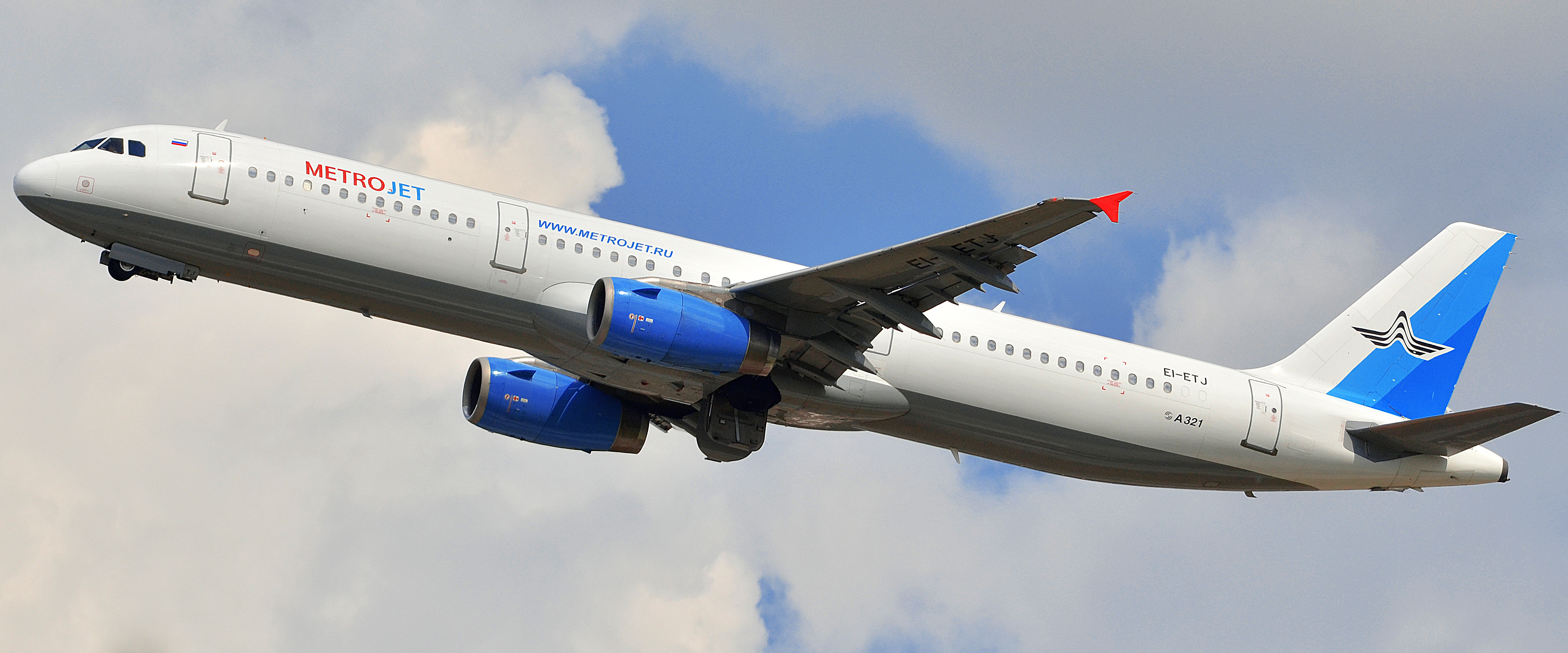
224 personer omkommer när en Airbus A321 av de ryskägda flygbolaget Metrojet kraschar på norra Sinaihalvön i Egypten. Rutten var Sharm el-Sheikh–Sankt Petersburg.

  - General Micael Bydén efterträder General Sverker Göranson som Sveriges överbefälhavare.
  - 7 dödas och 20 skadas när en beväpnad man öppnar eld i en skola i Oregon, USA.[45]
- 4 oktober – 16 människor dödas i en kraftig storm på Franska rivieran.
- 8 oktober – Under svenska Kristdemokraternas riksting röstar en majoritet för att partiet ska begära utträde ur Decemberöverenskommelsen. Omedelbart efter beslutet meddelar övriga partier inom Alliansen att överenskommelsen därmed inte längre gäller.
- 9 oktober – Tunisiens nationella dialogkvartett vinner Nobels fredspris.
- 10 oktober – 107 dödas och 186 skadas i två självmordsattentat i Turkiets huvudstad Ankara.
- 18 oktober – Parlamentsval hålls i Schweiz.
- 19 oktober – Parlamentsval hålls i Kanada och leder till framgång för liberalerna under Justin Trudeau samtidigt som de konservativa under Stephen Harper förlorar sin majoritet.
- 22 oktober –  Fyra dödas efter en knivattack på en skola i Trollhättan i Sverige. De döda är en elev, en elevassistent, en lärare (som avlider först 4 december samma år) och gärningsmannen Anton Lundin Pettersson själv.
- 23 oktober
  - 43 busspassagerare dödas när en buss och en lastbil kolliderar vid Puisseguin, Frankrike.
  - Orkanen Patricia når Mexiko. Omkring 50 tusen evakueras. En kategori fem på skalan.
- 24 oktober – Tusentals demonstranter som kräver Montenegros premiärminister Milo Đukanovićs avgång drabbar samman med polis i Montenegros huvudstad Podgorica.[46].
- 25 oktober – Parlamentsval hålls i Polen.
- 30 oktober – 27 personer dödas och 184 skadas i en explosionsartad brand på en nattklubb i Bukarest, Rumänien.[47]
- 31 oktober –  224 personer omkommer när en Airbus A321 av de ryskägda flygbolaget Metrojet kraschar på norra Sinaihalvön i Egypten. Rutten var Sharm el-Sheikh–Sankt Petersburg.

### November

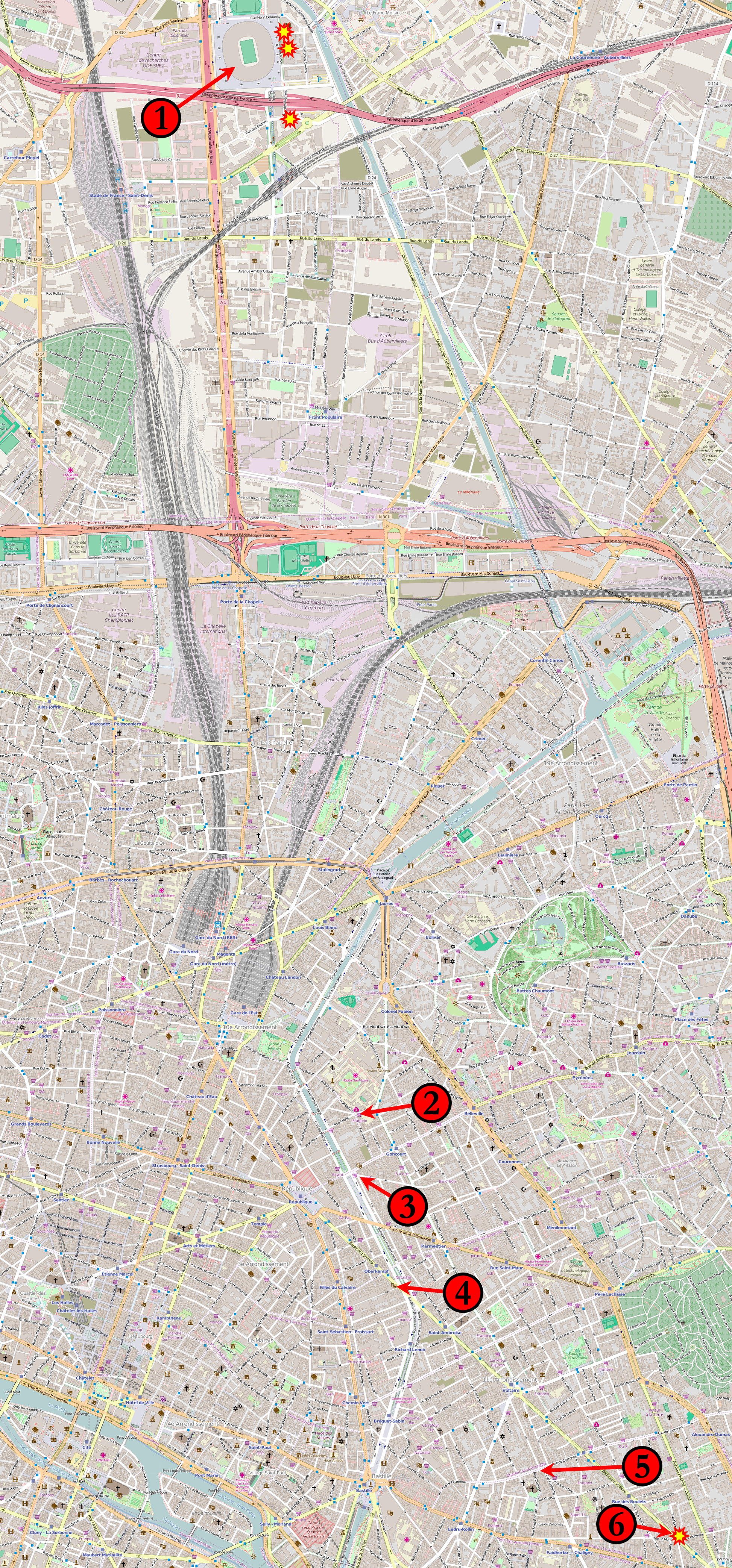
Terrordåden i Paris i november 2015.

- 1 november – E-sportslaget Team EnVyUs vinner finalen i Dreamhack – Cluj-Napoca.
- 4 november – 25 passagerare dödas när ett flygplan kraschar vid Jubas internationella flygplats, Sydsudan.
- 8 november – Parlamentsval hålls i Myanmar.
- 9 november – Kataloniens parlament röstar för att inleda en process mot full självständighet från Spanien, något som Spaniens regering samma dag anmäler till landets författningsdomstol för att få annullerat.
- 12 november – Minst 41 dödas och 200 skadas vid två explosioner i ett område som kontrolleras av hizbollah i Libanons huvudstad Beirut.[48]
- 13 november – 130 människor dödas och 413 skadas i en rad samordnade terrorattacker i Paris, Frankrike.
- 20 november
  - 27 dödas när ett gisslandrama, utförd av al-Qaidaterrorister tillfångatar 170 personer på ett Radison-Hotell i Bamako, Mali.
  - Europeiska unionen skärper gränskontrollerna i Schengenområdet.
- 22 november – Folkpartiet i Sverige byter namn till Liberalerna.
- 24 november
  - Turkiet skjuter ner ett Ryskt stridsflygplan vid den Turkisk-Syriska gränsen. Vilket kom att försvåra ländernas  förhållande inom politiken.
  - Statsminister Stefan Löfven annonserar ett flertal politiska åtgärder för att minska volymen av asylsökande som de senaste veckorna uppgått till över 10 000 personer i veckan. Bland förslagen finns åtgärder som ID-kontroller på kollektiva färdmedel till Sverige, tillfälliga uppehållstillstånd för alla förutom kvotflyktingar, skärpta krav för anhöriginvandring och medicinsk åldersbestämning av ensamkommande flyktingbarn.
- 25 november – Gambia förbjuder könsstympning.[49]
- 29 november – Stormen Gorm drog in över södra Sverige.
- 30 november–11 december – Förenta nationernas klimatkonferens i Paris 2015 pågår.

### December

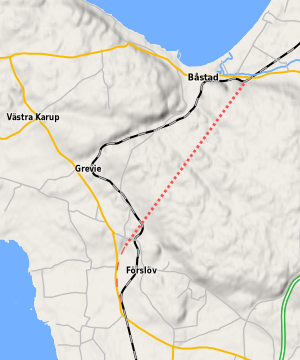
Hallandsåstunneln öppnas.

- 3 december – 14 dödas och 17 skadas  när tungt beväpnade gärningsmän öppnar eld mot deltagare i en personalfest på ett center för rörelsehindrade i San Bernardino i Kalifornien, USA[50]
- 4 december
  - Minst 16 människor dödas vid ett attentat i Egyptens huvudstad Kairo. Enligt egyptiska myndigheter kastades en brandbomb mot restaurangen som också är en nattklubb.[51]
  - Stormen Helga drog in över Mellersta Sverige.[52]
- 5 december – Örebro konserthus i Sverige återinvigs efter en större ombyggnation som gjorts bl.a. för att förbättra akustiken.[53]
- 6 december – Parlamentsval hölls i Venezuela.
- 8 december – Hallandsåstunneln invigs.
- 12 december
  - Parlamentsval hölls i Saudiarabien. Kvinnor får för första gången gå och rösta.
  - Pågatågen börjar åka sträckan Malmö–Trelleborg.
- 18 december
  - Parlamentsval hölls i Rwanda.[54]
  - Nunnan och fredspristagaren Moder Teresa, känd för sitt arbete för fattiga i Calcutta i Indien, kommer kommande år att helgonförklaras av den romersk-katolska kyrkan. Det meddelar Vatikanen.[55]
- 19 december – En dödas och flera skadas vid ett stort snöskred i Longyearbyen på Svalbard, Norge[56].
- 20 december
  - Slovenien röstar om samkönat äktenskap.[57]
  - Parlamentsval hölls i Spanien.[58]
  - Mer än 100 militanta kurder dödas av turkisk militär i strider längs gränsen till Irak och Syrien. Undantagstillstånd råder[59]
- 24 december – 25 dödas och 100 skadas i en brand på ett sjukhus i Jizan, Saudiarabien.
- 25 december – Stormen Staffan drog in över södra Norrland i Sverige.
- 28 december – Vapenvilan mellan proryska separatister och ukrainska regeringsstyrkor bryts.
- 31 december
  - 300 arbetare evakueras från oljefältet Valhall i Nordsjön efter att en 100 meter lång och 30 meter bred pråm var på väg rakt mot det[60].
  - 14 skadas när ett misslyckat fyrverkeriprövning utlöser en våldsam brand från skyskrapan The Address, Dubai, Förenade arabemiraten[61].

## Avlidna

### Första kvartalet

#### Januari

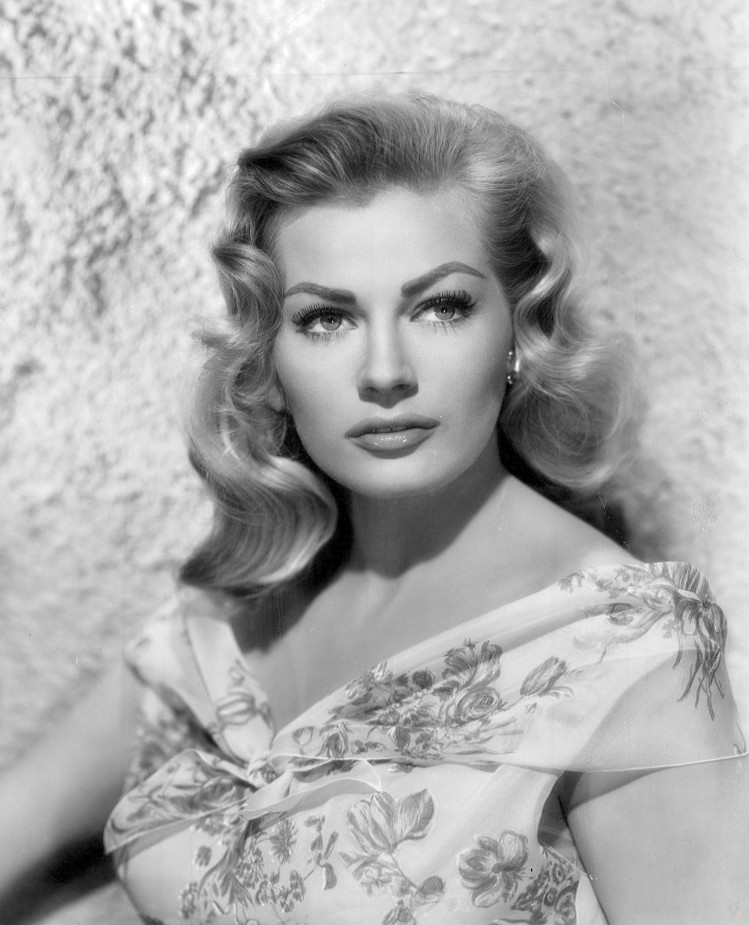
Skådespelaren Anita Ekberg avled 11 januari, 83 år.

- 2 januari – Per-Olof Åstrand, 92, svensk fysiolog
- 5 januari – Jean-Pierre Beltoise, 77, italiensk racerförare
- 7 januari
  - Dödade i attentatet mot Charlie Hebdo
    - Georges Wolinski, 80, fransk serietecknare
    - Cabu, 76, fransk serietecknare
    - Charb, 47, fransk serietecknare och chefredaktör
- 11 januari – Anita Ekberg, 83, svensk-italiensk fotomodell och skådespelare
- 12 januari - Erik Gyllenfjäder, 65, svensk styckmördare och kannibal.
- 19 januari – Peter Wallenberg, 88, svensk företagsledare (Investor)
- 21 januari – Kemal Monteno, 66, bosnisk sångare.
- 23 januari – Abdullah, 90, saudisk kunglighet, kung sedan 2005
- 24 januari – Stig Bergling, 77, svensk underrättelseofficer och spion
- 30 januari – Geraldine McEwan, 82, brittisk skådespelare
- 31 januari – Richard von Weizsäcker, 94, tysk politiker, förbundspresident 1984–1994

#### Februari

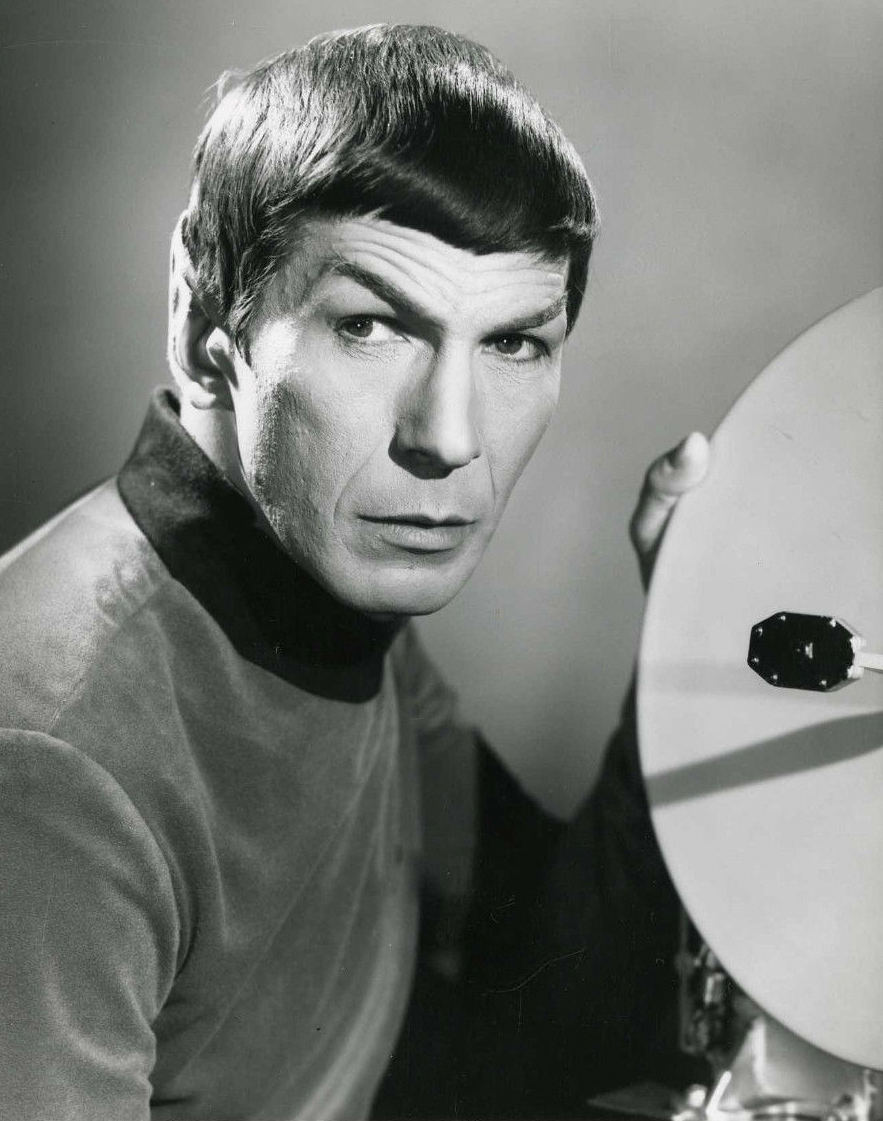
Skådespelaren Leonard Nimoy avled den 27 februari, 83 år gammal. Här syns han i rollen som Spock i Star Trek, 1967.

- 4 februari – Siv Arb, 83, svensk poet, översättare och litteraturkritiker
- 6 februari
  - André Brink, 79, sydafrikansk författare och anti-apartheidkämpe
  - Kathrine Windfeld, 48, dansk regissör
- 7 februari – Marshall Rosenberg, 80, amerikansk psykolog och skapare av non-violent Communication
- 9 februari – Knut Ståhlberg, 96, svensk journalist och författare
- 16 februari – Lesley Gore, 68, amerikansk popsångare
- 26 februari – Måns Westfelt, 86, svensk skådespelare
- 27 februari
  - Leonard Nimoy, 83, amerikansk skådespelare
  - Boris Nemtsov, 55, rysk politiker, vice premiärminister 1997-1998 (pistolskott)

#### Mars
- 8 mars

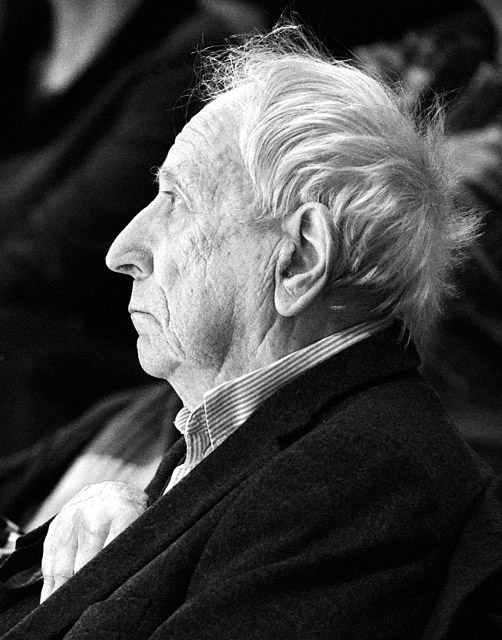
Den svenska nobelpristagaren i litteratur Tomas Tranströmer avled 26 mars 2015, 83 år gammal.

  - Göte Göransson, 94, svensk tecknare och illustratör
  - Sam Simon, 59, amerikansk TV-producent och manusförfattare, medskapare av Simpsons
- 16 mars – Max Stenbeck, 30, svensk-amerikansk företagare och finansman
- 23 mars – Lee Kuan Yew, 91, den första premiärministern i Singapore 1959-1990
- 26 mars – Tomas Tranströmer, 83, svensk poet, mottagare av Nobelpriset i litteratur 2011
- 27 mars
  - Fillie Lyckow, 80, svensk skådespelare
  - Gertrud Sigurdsen, 92, svensk socialdemokratisk politiker, socialminister 1985-1989

### Andra kvartalet

#### April
- 1 april – Misao Okawa, 117, världens äldsta person
- 13 april – Günter Grass, 87, tysk författare och konstnär, mottagare av Nobelpriset i litteratur 1999
- 15 april – Gunilla Wolde, 75, svensk barnboksförfattare, tecknare och illustratör
- 24 april – Władysław Bartoszewski, 93, polsk politiker, historiker, journalist och motståndskämpe
- 29 april – Brian Sedgemore, 78, brittisk politiker, parlamentsledamot för Labour Party 1974–1979 och 1983–2005
- 30 april
  - Lennart Bodström, 87, svensk socialdemokratisk politiker
  - Ben E. King, 76, amerikansk R&B- och soulsångare
  - Patachou, 96, fransk vissångare och skådespelare

#### Maj
- 2 maj – Ruth Rendell, 85, brittisk författare
- 14 maj – B.B. King, 89, amerikansk bluessångare och gitarrist
- 23 maj – John Forbes Nash, 86, amerikansk matematiker, nobelpristagare i ekonomi 1994
- 25 maj – Mary Ellen Mark, 75, amerikansk fotograf

#### Juni

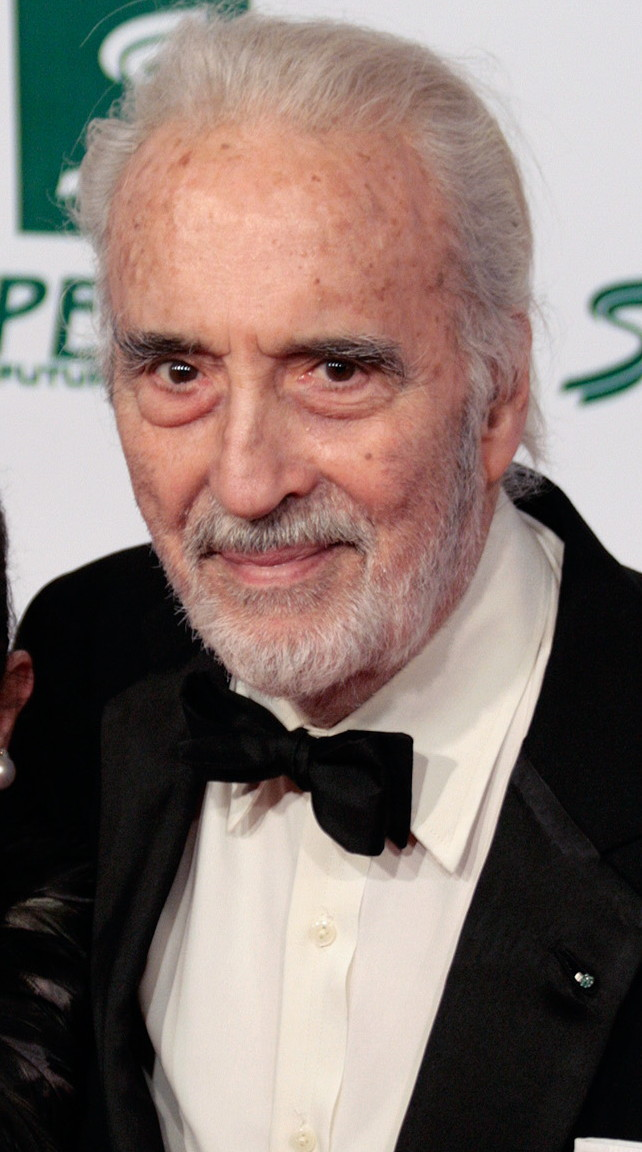
Skådespelaren Christopher Lee avled 7 juni, 93 år gammal.

- 6 juni – Richard Johnson, 87, brittisk skådespelare
- 7 juni – Christopher Lee, 93, brittisk skådespelare
- 13 juni – Magnus Härenstam, 73, svensk skådespelare, komiker och programledare
- 25 juni – Nerses Bedros XIX Tarmouni, 75, egyptisk kyrkoman, den armenisk-katolska kyrkans patriark sedan 1999

### Tredje kvartalet

#### Juli
- 1 juli – Nicholas Winton, 106, som räddade 669 judiska barn ifrån nazistockuperade Tjeckoslovakien till säkerhet i Storbritannien
- 6 juli – Jerry Weintraub, 77, amerikansk filmproducent och talangscout
- 10 juli
  - Roger Rees, 71, brittisk skådespelare
  - Omar Sharif, 83, egyptisk skådespelare
- 11 juli – Satoru Iwata, 55, japansk spelprogrammerare och företagsledare, VD för Nintendo sedan 2002
- 12 juli – Bosse Larsson, 81, svensk programledare
- 21 juli – Robert Broberg, 75, svensk sångare, artist, kompositör, musiker och konstnär
- 27 juli – Bengt-Urban Fransson, 46, svensk politiker (Socialdemokraterna) och TV-personlighet
- 30 juli – Lynn Anderson, 67, amerikansk sångare

#### Augusti
- 7 augusti – Rolf Carlsten, 88, svensk regissör, artist och skådespelare
- 20 augusti – Lars Amble, 76, svensk skådespelare och regissör
- 30 augusti – Wes Craven, 76, amerikansk skräckfilmsregissör

#### September
- 4 september – Chandra Bahadur Dangi, 75, nepalesisk världsrekordhållare som världens kortaste människa.
- 15 september
  - Tomas Pontén, 69, svensk skådespelare
  - Kenneth Milldoff, 68, svensk skådespelare
- 17 september – Dettmar Cramer, 90, tysk fotbollstränare
- 22 september – Yogi Berra, 90, amerikansk basebollspelare.[62]
- 30 september – Göran Hägg, 68, svensk författare

### Fjärde kvartalet

#### Oktober

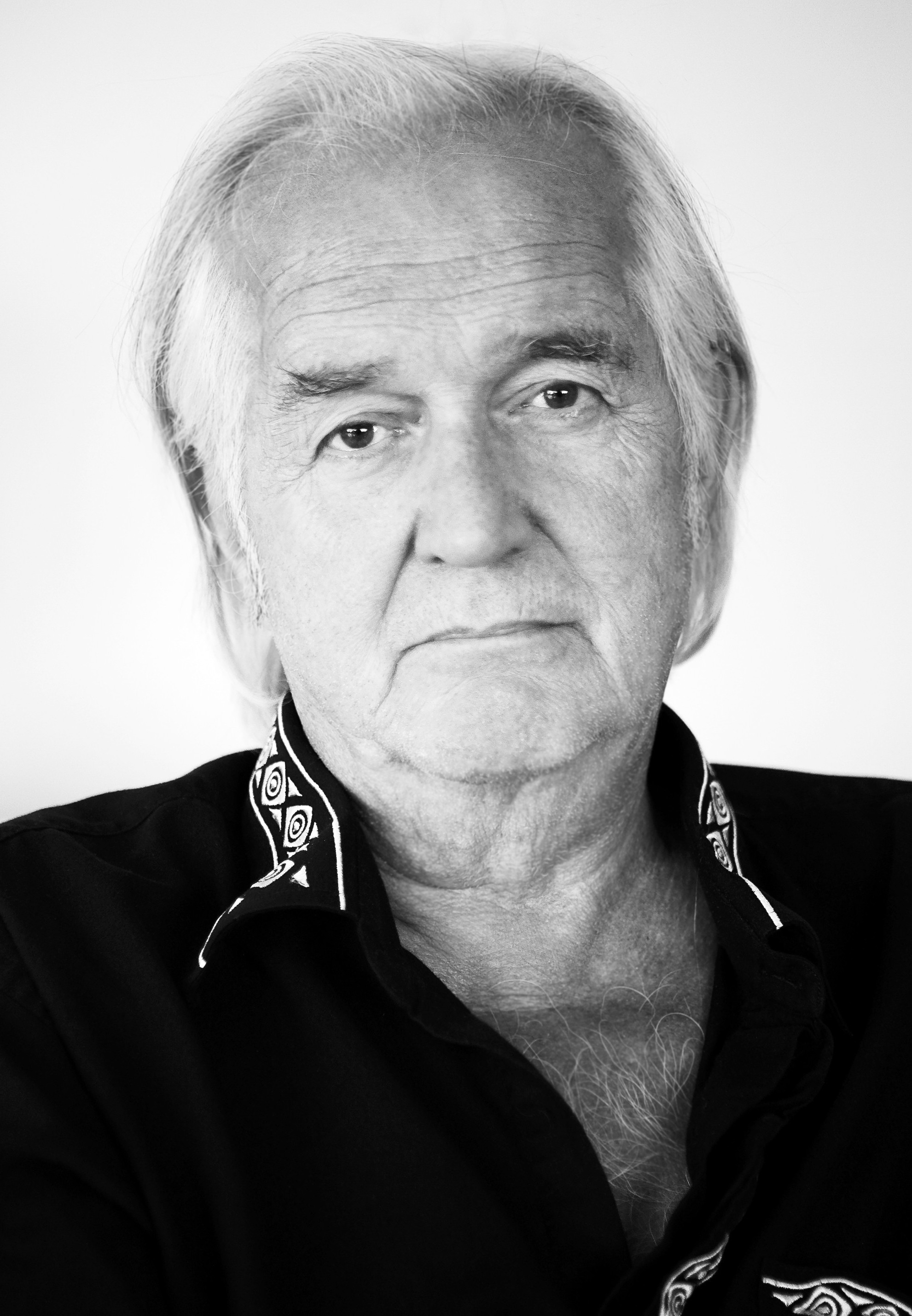
Författaren och dramatikern Henning Mankell avled 5 oktober, 67 år gammal.

- 5 oktober – Henning Mankell, 67, svensk författare
- 14 oktober – Mathieu Kérékou, 82, beninsk politiker, Benins president 1972–1991 och 1996–2006
- 25 oktober – Thomas Sunesson, 56, svensk fotbollsspelare
  - David Cesarani, 59, brittisk historiker
  - Fehmi Demir, 58, kurdisk politiker
- 31 oktober – Ants Antson, 77, estnisk skridskoåkare

#### November
- 1 november
  - Leif Furhammar, 78, svensk filmvetare, filmkritiker och författare
  - Fred Thompson, 73, amerikansk republikansk politiker, advokat och skådespelare
- 7 november – Carl-Åke Eriksson, 80, svensk skådespelare
- 10 november – Helmut Schmidt, 96, tysk politiker, Västtysklands förbundskansler 1974–1982
- 21 november
  - Evert Sandin, 83, svensk dragspelare.[63]
  - Linda Haglund, 59, svensk friidrottare
- 23 november – Bengt-Arne Wallin, 89, svensk musiker
- 25 november – Lennart Hellsing, 96, svensk författare, litteraturkritiker och översättare
- 28 november – Barbro Hiort af Ornäs, 94, svensk skådespelare
- 29 november – Claire Aho, 90, finländsk fotograf

### December
- 4 december – Robert Loggia, 85, amerikansk skådespelare
- 5 december – Siddhi Savetsila, 96, thailändsk politiker, utrikesminister 1980–1990
- 7 december – Shirley Stelfox, 74, brittisk skådespelare
- 19 december – Karin Söder, 87, svensk centerpartistisk politiker, utrikesminister 1976–1978, partiledare 1985–1987
- 22 december – Peter Lundblad, 65, svensk artist och musiker
- 26 december – Sten Wickbom, 84, svensk socialdemokratisk politiker, justitieminister 1983–1987
- 28 december
  - Ian Fraser "Lemmy" Kilmister, 70, brittisk musiker, sångare och basist i Motörhead
  - June Carlsson, 70, svensk journalist och tv-programledare
- 31 december – Wayne Rogers, 82, amerikansk skådespelare

### Fotnoter
1. ↑  Stenberg-Gustafsson, Nanna; Melin, Katarina (1 januari 2015). ”Lettland ny EU-ordförande - Litauen tar i bruk euron”. YLE Nyheter. https://svenska.yle.fi/artikel/2015/01/01/lettland-ny-eu-ordforande-litauen-tar-i-bruk-euron. Läst 25 januari 2018.
2. ↑  "Charlie Hebdo and its place in French journalism", BBC News, läst 7 januari 2015
3. ↑  ”Egon - säsongens första ordentliga storm | SMHI”. www.smhi.se. Arkiverad från originalet den 26 januari 2018. https://web.archive.org/web/20180126184945/https://www.smhi.se/nyhetsarkiv/egon-sasongens-forsta-ordentliga-storm-1.83408. Läst 25 januari 2018.
4. ↑  ”Kinberg Batra vald till ny M-ledare”. SVT Nyheter. https://www.svt.se/nyheter/inrikes/kinberg-batra-vald-till-ny-m-ledare. Läst 25 januari 2018.
5. ↑  ”Över en miljon samlades i manifestation mot terror”. svt
nyheter. http://www.svt.se/nyheter/utrikes/hundratusentals-samlades-i-manifestation-mot-terror. Läst 11 januari 2014.
6. ↑  ”Kolinda Grabar Kitarović je prva predsjednica Hrvatske” (på kroatiska). hrt.hr. 11 januari 2015. Arkiverad från originalet den 12 januari 2015. https://web.archive.org/web/20150112042219/http://www.hrt.hr/predsjednicki-izbori/dip-ivo-josipovic-5249-kolinda-grabar-kitarovic-4751.
7. ↑  ”Sverige och Rumänien samarbetar motfattigdom”. svtnyheter. http://www.svt.se/nyheter/inrikes/sverige-och-rumanien-samarbetar-mot-fattigdom. Läst 23 januari 2015.
8. ↑  ”Göran Hägglund avgår som partiledare”. SVT Nyheter. https://www.svt.se/nyheter/goran-hagglund-kallar-till-presskonferens. Läst 25 januari 2018.
9. ↑  ”Italy elects senior judge Sergio Mattarella as president”. Reuters. 31 januari 2015. https://www.reuters.com/article/us-italy-president-vote/italy-elects-senior-judge-sergio-mattarella-as-president-idUSKBN0L40DA20150131. Läst 25 januari 2018.
10. ↑  ”Internationella domstolen: Inget folkmord av Serbien eller Kroatien”. svtnyheter. http://www.svt.se/nyheter/utrikes/internationella-domstolen-inget-folkmord-av-serbien-eller-kroatien. Läst 3 februari 2015.
11. ↑  ”Norskt tiggeriförbud stoppas”. SVT Nyheter. https://www.svt.se/nyheter/nyhetstecken/norskt-tiggeriforbud-stoppas. Läst 25 januari 2018.
12. ↑  ”Terrordåd i Köpenhamn – detta harhänt”. svtnyheter. http://www.svt.se/nyheter/utrikes/terrordad-i-kopenhamn-detta-har-hant. Läst 15 februari 2015.
13. ↑  ”Coptic Christian village devastated by Islamic State beheadings” (på engelska). BBC. 16 februari 2015. https://www.bbc.com/news/av/world-middle-east-31494145.
14. ↑  ”Coptic Church Recognizes Martyrdom of 21 Coptic Christians” (på engelska). news.va. 21 februari 2015. Arkiverad från originalet den 21 februari 2015. https://web.archive.org/web/20150221210452/www.news.va/en/news/coptic-church-recognizes-martyrdom-of-21-coptic-ch.
15. ↑  ”Maliregering skrev under fredsavtal”. svtnyheter. https://www.svt.se/nyheter/utrikes/fredsuppgorelse-i-mali-undertecknad. Läst 1 mars 2015.
16. ↑  ”Ryssland i fokus när esterna röstar”. svtnyheter. http://www.svt.se/nyheter/utrikes/ryssland-i-fokus-nar-esterna-rostar. Läst 1 mars 2015.
17. ↑  ”Misstänkt terrorcell stoppad i Spanien”. svtnyheter. http://www.svt.se/nyheter/utrikes/misstankt-terrorcell-stoppad-i-spanien. Läst 10 mars 2015.
18. ↑  ”Skottdramat på Hisingen: Detta har hänt”. svtnyheter. http://www.svt.se/nyheter/lokalt/vast/skottdramat-pa-hisingen-detta-har-hant. Läst 19 mars 2015.
19. ↑  ”Marocko: 33 döda i busskrasch”. svtnyheter. http://www.svt.se/nyheter/utrikes/marocko-minst-31-doda-i-busskrasch. Läst 10 april 2015.
20. ↑  ”Ukraina vill vidga ICC-utredning”. svtnyheter. http://www.svt.se/nyheter/utrikes/ukraina-vill-vidga-icc-utredning. Läst 17 april 2015.
21. ↑  ”Orolig natt i Johannesburg”. svtnyheter. http://www.svt.se/nyheter/utrikes/orolig-natt-i-johannesburg. Läst 18 april 2015.
22. ↑  ”Dödssiffran stiger efter jordbävningen”. Sveriges Television. https://www.svt.se/nyheter/live/direktrapportering-jordbavning-i-nepal. Läst 23 april 2015.
23. ↑  ”Kraftigt efterskalv orsakar panik”. svtnyheter. http://www.svt.se/nyheter/live/direktrapportering-jordbavning-i-nepal. Läst 26 april 2015.
24. ↑  ”Kazakstans president mot ny valseger”. svtnyheter. http://www.svt.se/nyheter/utrikes/kazakstans-president-mot-ny-valseger. Läst 26 april 2015.
25. ↑  ”Ungern på ny kollisionskurs med EU”. Sveriges Television. 30 april 2015. https://www.svt.se/nyheter/utrikes/ungern-pa-ny-kollisionskurs-med-eu.
26. ↑  ”Flera döda i jakt på ”terrorgrupp” i Makedonien”. Sveriges Television. 10 maj 2015. https://www.svt.se/nyheter/utrikes/stor-insats-mot-vapnad-grupp-i-makedonien.
27. ↑  ”Strider i makedonsk stad: ”Beväpnad grupp planerade terrorattacker””. Aftonbladet. 9 maj 2015. https://www.aftonbladet.se/nyheter/a/Qlay5W/strider-i-makedonsk-stad-bevapnad-grupp-planerade-terrorattacker.
28. ↑  ”Över 20 döda i Makedonien”. Sveriges Television. 11 maj 2015. https://www.svt.se/nyheter/utrikes/fortsatt-eldstrid-i-makedonien.
29. ↑  ”Tusentals demonstrerar i Makedonien”. Sveriges Television. 17 maj 2015. https://www.svt.se/nyheter/utrikes/tusentals-demonstrer-i-makedonien.
30. ↑  ”Turkiska valet 2015”. Sveriges Television. https://www.svt.se/nyheter/amne/Turkiska_valet_2015.
31. ↑  ”Polis: Missing people var i kontakt med de anhållna”. Sveriges Television. 13 juni 2015. https://www.svt.se/nyheter/lokalt/vast/polisens-presskonferens-lisa-holms-forsvinnande.
32. ↑  ”17 döda i tågolycka i Tunisien”. Sveriges Television. 16 juni 2015. https://www.svt.se/nyheter/utrikes/14-doda-i-tagolycka-i-tunisien.
33. ↑  ”Österrike: Tre döda och många skadade i bilattack”. Sveriges Television. 20 juni 2015. https://www.svt.se/nyheter/utrikes/osterrike-tva-doda-och-manga-skadade-i-bilattack.
34. ↑  ”Många döda i attack mot turisthotell i Tunisien”. Sveriges Television. 26 juni 2015. https://www.svt.se/nyheter/live/live-terrordad-i-tunisien.
35. ↑  ”Naser Orić pušten na slobodu”. Radiotelevizija Bosne. Arkiverad från originalet den 23 september 2015. https://web.archive.org/web/20150923184653/http://www.bhrt.ba/vijesti/bih/naser-oric-pusten-na-slobodu/. Läst 27 november 2018.
36. ↑  ”Två dödade i knivattack”. Sveriges Television. 10 augusti 2015. https://www.svt.se/nyheter/live/knivdad-pa-ikea-varuhus-i-vasteras.
37. ↑  ”Alan, 3, begravd i Kobane i Syrien”. Sveriges Television. 4 september 2015. https://www.svt.se/nyheter/utrikes/aylan-3-begravd-i-kobane-i-syrien.
38. ↑  ”Orbán: Européer kan bli minoritet i EU”. Sveriges Television. 4 september 2015. https://www.svt.se/nyheter/utrikes/orb-n-europeer-kan-bli-minoritet.
39. ↑  ”Margot Wallström: EU:s trovärdighet står på spel”. Sveriges Television. 4 september 2015. https://www.svt.se/nyheter/utrikes/margot-wallstrom-eu-s-trovardighet-star-pa-spel.
40. ↑  ”Vägar oframkomliga – Hallsberg i krisläge”. Sveriges Television. 6 september 2015. https://www.svt.se/nyheter/lokalt/orebro/stora-oversvamningar-i-lanet.
41. ↑  ”Byggkran föll över moské – minst 107 döda”. Svenska Dagbladet. https://www.svd.se/a/d4b28904-f5b1-47e7-9740-6e73b8e5f9c4/byggkran-foll-over-moske-minst-107-doda. Läst 12 september 2015.
42. ↑  ”Jeremy Corbyn wins Labour leadership contest”. BBC. https://www.bbc.com/news/uk-politics-34223157. Läst 12 september 2015.
43. ↑  ”Kraftigt jordskalv i Chile – en miljon evakuerade”. Sveriges Television. 17 september 2015. https://www.svt.se/nyheter/utrikes/kraftigt-jordskalv-i-chile-2.
44. ↑  ”Flyktingar kan nå återvändsgränd”. Sveriges Television. 18 september 2025. https://www.svt.se/nyheter/utrikes/kroatien-stanger-gransen.
45. ↑  ”Obama efter skolskjutningen: ”Vapenlagarna måste ändras””. Sveriges Television. 1 oktober 2015. https://www.svt.se/nyheter/utrikes/flera-doda-i-skolskjutning.
46. ↑  ”Tusentals kräver presidents avgång”. Sveriges Television. 25 oktober 2015. https://www.svt.se/nyheter/utrikes/tusentals-kraver-presidents-avgang.
47. ↑  ”Bukarest: Många döda i brand på nattklubb”. Sveriges Television. 31 oktober 2015. https://www.svt.se/nyheter/utrikes/manga-doda-pa-klubb-i-bukarest.
48. ↑  ”Flera döda i explosion i Beirut”. Sveriges Television. 12 november 2015. https://www.svt.se/nyheter/utrikes/flera-doda-i-explosion-i-beirut.
49. ↑  ”Gambia stoppar kvinnlig omskärelse”. Sveriges Television. 25 november 2015. https://www.svt.se/nyheter/utrikes/gambia-stoppar-kvinnlig-omskarelse.
50. ↑  ”Masskjutning i USA – två misstänkta gärningsmän skjutna”. Sveriges Television. 2 december 2015. https://www.svt.se/nyheter/utrikes/20-skadade-i-skjutning-i-kalifornien.
51. ↑  ”Många döda i attentat i Kairo”. Sveriges Television. 4 december 2015. https://www.svt.se/nyheter/utrikes/manga-doda-i-attentat-i-kairo.
52. ↑  ”Live: Stormen Helga”. Sveriges Television. https://www.svt.se/nyheter/live/live-stormen-helga.
53. ↑  ”I dag kl 13-15: Specialsändning från Örebro Konserthus”. Sveriges Radio. 5 december 2015. https://sverigesradio.se/artikel/6319010.
54. ↑  ”Vallokaler i Rwanda har öppnat”. Sveriges Television. 18 december 2015. https://www.svt.se/nyheter/utrikes/vallokaler-i-rwanda-har-oppnat.
55. ↑  ”Moder Teresa helgonförklaras nästa år”. Sveriges Television. 18 december 2015. https://www.svt.se/nyheter/utrikes/moder-teresa-narmare-helgonstatus.
56. ↑  ”En avliden efter snöskred”. Sveriges Television. 19 december 2015. https://www.svt.se/nyheter/utrikes/orkan-och-snoskred-pa-svalbard.
57. ↑  ”Pobudnikom referenduma uspelo, sprememba zakona o zakonski zvezi zavrnjena” (på slovenska). Radiotelevizija Slovenija. 20 december 2015. https://www.rtvslo.si/slovenija/referendum/pobudnikom-referenduma-uspelo-sprememba-zakona-o-zakonski-zvezi-zavrnjena/381559.
58. ↑  ”Val i Spanien 2015”. Sveriges Television. https://www.svt.se/nyheter/amne/Val_i_Spanien_2015.
59. ↑  ”Många döda i turkisk offensiv mot kurder”. Sveriges Television. 20 december 2015. https://www.svt.se/nyheter/utrikes/manga-doda-i-turkisk-offensiv-mot-kurder.
60. ↑  ”Pråmen driver förbi oljefältet”. Sveriges Television. 31 december 2015. https://www.svt.se/nyheter/utrikes/pramen-kan-orsaka-oljeutslapp.
61. ↑  ”Kraftig brand i skyskrapa i Dubai”. Sveriges Television. 31 december 2015. https://www.svt.se/nyheter/utrikes/brand-pa-hotell-i-dubai.
62. ↑  Noble, Marty (23 september 2015). ”Yogi Berra passes away; HOF legend was 90” (på engelska). Major League Baseball. https://www.mlb.com/news/hall-of-famer-yogi-berra-passes-away-at-90/c-151137752. Läst 23 september 2015.
63. ↑  ”Spelmannen Evert Sandin i Leksand har avlidit”. dt.se. Arkiverad från originalet den 24 november 2015. https://web.archive.org/web/20151124142200/https://www.dt.se/slakt-o-vanner/dodsfall/spelmannen-evert-sandin-i-leksand-har-avlidit.